# Flush the Fashion
Pour les articles homonymes, voir Flush (homonymie).
Albums de Alice Cooper
From the Inside
(1978) Special Forces
(1981)
Singles
1. Clones (We're All)
Sortie : 1980
2. Talk Talk
Sortie : 1980

Flush the Fashion est le 12e album studio d'Alice Cooper et le 5e en solo. Il est sorti en avril 1980 sur le label Warner Bros. Records et a été produit par Roy Thomas Baker.

## Historique
Cet album fut enregistré fin 1979 - début 1980 aux Cherokee Studios d' Hollywood. Il se démarque par un changement radical de style par rapport à ses prédécesseurs. Souvent qualifié d'album rock à tendance new wave, il se compose de titres très courts et l'ensemble de l'album ne dépasse pas les trente minutes.
Il se classa à la 40e place du Billboard 200 aux États-Unis et à la 56e place des charts britanniques. Au Canada, il se classa à la 21e place des charts du magazine RPM et sera certifié disque d'or (plus de 50 000 exemplaires vendus). Le single Clones (We're All) se classa à la 40e place du Billboard Hot 100 américain.

## Listes des titres
Toutes les pistes par Alice Cooper, Davey Johnstone et Fred Mandel, sauf indications.
Face 1
| No | Titre              | Auteur         | Durée |
| -- | ------------------ | -------------- | ----- |
| 1. | Talk Talk          | Sean Bonniwell | 2:09  |
| 2. | Clones (We're All) | David Carron   | 3:03  |
| 3. | Pain               |                | 4:06  |
| 4. | Leather Boots      | Geoff Westen   | 1:36  |
| 5. | Aspirin Damage     |                | 2:57  |

Face 2
| No  | Titre                   | Auteur                 | Durée |
| --- | ----------------------- | ---------------------- | ----- |
| 6.  | Nuclear Infected        | Cooper                 | 2:14  |
| 7.  | Grim Facts              |                        | 3:24  |
| 8.  | Model Citizen           |                        | 2:39  |
| 9.  | Dance Yourself to Death | Cooper, Frank Crandall | 3:08  |
| 10. | Headlines               |                        | 3:18  |

## Personnel
- Alice Cooper : chants
- Davey Johnstone : guitare
- Fred Mandel : guitare, claviers, chœurs
- Dennis Conway : batterie
- "Cooker" John LoPresti : basse
- Flo & Eddie, Mark Volman, Howard Kaylan, Joe Pizzulo, Ricky "Ratt" Tirney, Keith Allison : chœurs

## Charts et certification
| Pays             | Durée du classement | Meilleur classement |
| ---------------- | ------------------- | ------------------- |
| Canada           | 21 semaines         | 19e                 |
| États-Unis       | 17 semaines         | 44e                 |
| Norvège          | 3 semaines          | 32e                 |
| Nouvelle-Zélande | 1 semaine           | 40e                 |
| Royaume-Uni      | 3 semaines          | 56e                 |
| Suède            | 3 semaines          | 34e                 |

| Pays   | Certification | Ventes   | Date       |
| ------ | ------------- | -------- | ---------- |
| Canada | Or            | 50 000 + | 01/03/1982 |

### Charts singles
| Année | Single             | Chart            | Durée du classement | Position |
| ----- | ------------------ | ---------------- | ------------------- | -------- |
| 1980  | Clones (We're All) | Hot 100          | 9 semaines          | 40e      |
| 1980  | Clones (We're All) | Dance Club Songs | 9 semaines          | 69e      |
| 1980  | Clones (We're All) | Single Top 100   | 1 semaine           | 58e      |
| 1980  | Clones (We're All) | RPM Top Singles  | 19 semaines         | 25e      |